# بيتر تي دانيلز
بيتر تي دانيلز (بالإنجليزية: Peter T. Daniels)‏ هو لغوي وأستاذ جامعي أمريكي، ولد في 11 ديسمبر 1951.